# Львівський інститут економіки і туризму
Львівський інститут економіки і туризму (ЛІЕТ) — державний вищий навчальний заклад ІІІ рівня акредитації, підпорядкований Міністерству освіти і науки України, розташований у місті Львів. Заснований у 1899 році наказом австро-угорського імператора Франца-Йосифа I як Львівська цісарсько-королівська торгова школа. 25 червня 2020 року на підставі розпорядження Кабінету Міністрів України інститут був приєднаний до Львівського національного університету імені Івана Франка.

## Структура

### Факультети
- Туризму, готельної та ресторанної справи;
- Менеджменту, товарознавства та комерційної діяльності;
- Бухгалтерсько-економічний.

### Кафедри
- Теорії та практики туризму;
- Готельно-ресторанної справи;
- Харчових технологій та оздоровчого харчування;
- Менеджменту та комерційної діяльності;

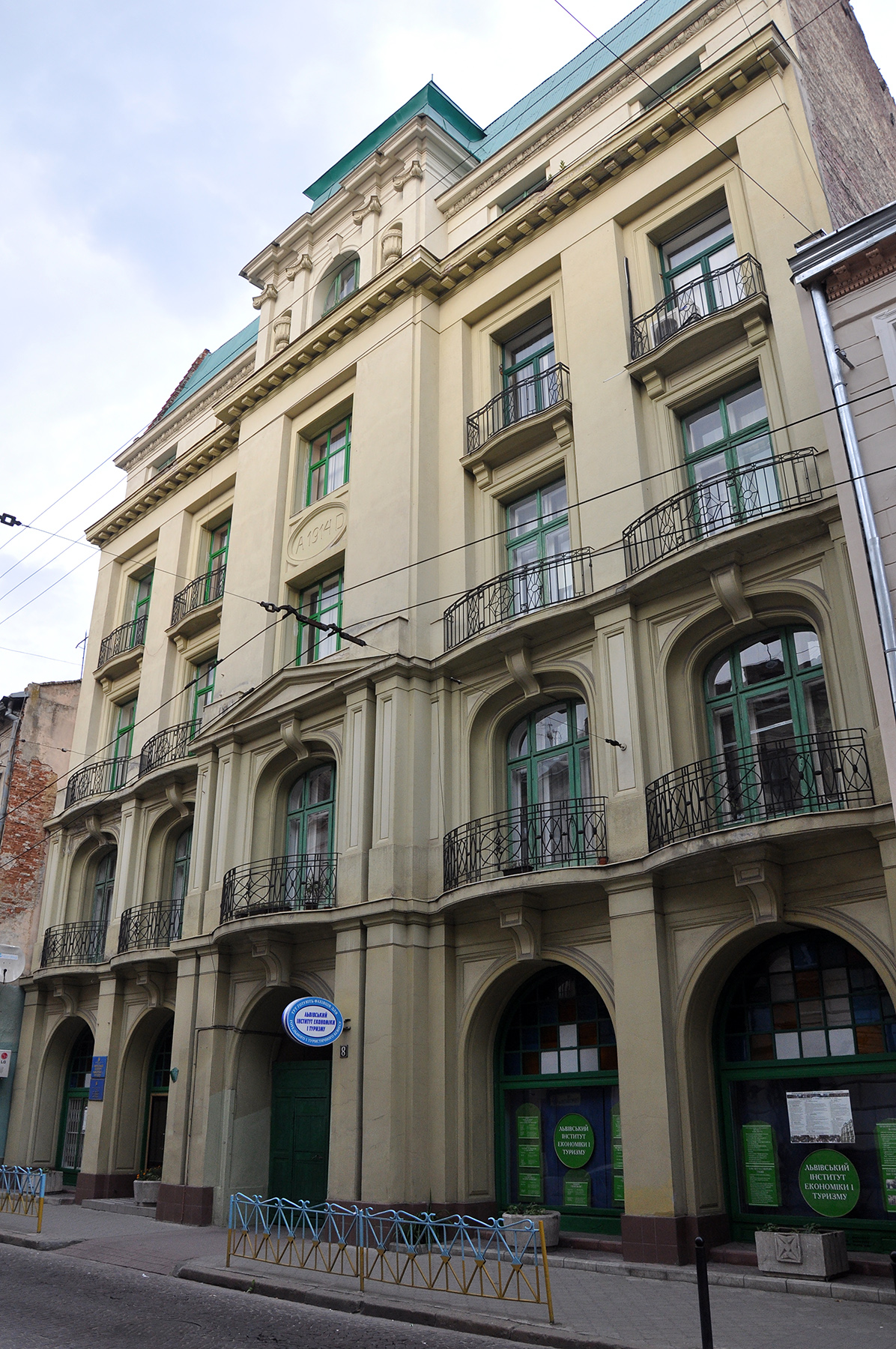
Головний корпус інституту на вул. Менцинського, 8

- Підприємництва, товарознавства та експертизи товарів;
- Міжнародної економіки та інвестиційної діяльності;
- Обліку і фінансів;
- Соціально-гуманітарних дисциплін;
- Природничо-математичних дисциплін та інформаційних технологій;
- Іноземних мов.

## Історія
У 1899 році у Львові було засновано навчальний заклад під назвою Цісарсько-королівська торгова школа. У 1899—1900 роках школа тимчасово містилася в будинку Станіслава Скарбека (сучасний будинок Національного академічного українського драматичного театру імені Марії Заньковецької). У 1900 році для Торговельної школи було виділено приміщення (нині — будинок одного з факультетів інституту на вул. Лесі Українки, 39). У 1902—1903 роках Торгова школа отримала статус Цісарсько-королівської торговельної академії. В академії здійснювали підготовку спеціалістів для сфери торгівлі та обслуговування. В ній готували комерсантів, купців, стенографів, вивчали німецьку та французьку мови.
Під час першої світової війни колектив змушений був емігрувати до Відня, повернувшись до Львова тимчасово припинив навчання студентів через воєнний час. І лише у 1919 році Цісарсько-королівська торгова академія відновлює свою роботу і отримує від польських влад назву Державна торговельна академія у Львові. Місце знаходження — вул. Скарбківська, 39 (нинішня вул. Лесі Українки, 39).
У вересні 1939 року на базі академії було створено технікуми радянської торгівлі та громадського харчування. Під час другої світової війни технікуми тимчасово призупинили свою діяльність і відновили її у вересні 1944 року.
24 березня 2004 року розпорядженням Кабінету Міністрів України було створено Львівський інститут економіки і туризму — провідний державний вищий навчальний заклад в галузі розвитку науки про туризм і підготовці персоналу для виробництва та розвитку туристичної та готельно-ресторанної індустрії.

## Навчальна діяльність

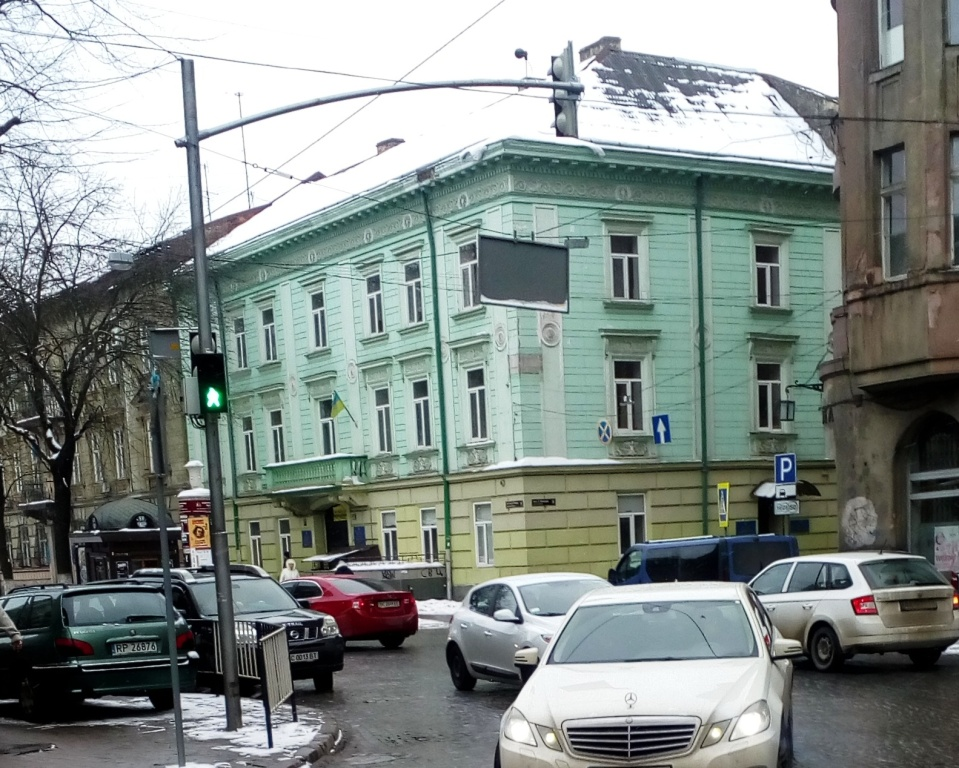
Будівля бухгалтерсько-економічного факультету вишу на вул. Князя Романа, 36

Інститут здійснює підготовку фахівців, бакалаврів і магістрів за спеціальностями:
- туризм;
- готельно-ресторанна справа;
- менеджмент організацій (менеджмент готельного господарства і туризму, менеджмент готельного і ресторанного бізнесу);
- харчові технології та інженерія (технологія оздоровчого і профілактичного харчування);
- облік і аудит (облік і фінанси в готельно-ресторанному та туристичному бізнесі);
- міжнародна економіки (міжнародний туризм);
- товарознавство та комерційна діяльність (управління товарними системами та мерчандайзинг);
- товарознавство та експертиза в митній справі.

В інституті здійснюється підготовка на денній та заочній формах навчання за державним замовленням та за контрактом.
По закінченні інститут видає дипломи державного зразка.

## Керівний і викладацький склад
- Ігор Омелянович Бочан — ректор, професор, доктор економічних наук, академік Академії Вищої школи України, Заслужений працівник освіти України.